# John Freeman (Diplomat)

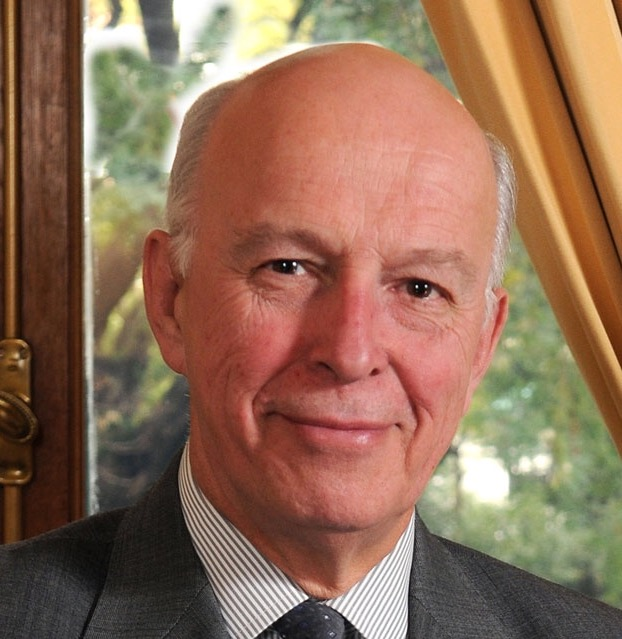
John Freeman

John Patrick George Freeman CMG (* 25. März 1951) ist ein britischer Diplomat und ehemaliger Gouverneur der Turks- und Caicosinseln.

## Leben
Freeman studierte am King’s College London und promovierte mit einer Dissertation zum Thema "Britain's nuclear arms control policy in the context of Anglo-American relations 1957–68" (Britanniens nukleare Rüstungskontrollpolitik im Rahmen der angloamerikanischen Beziehung 1957-68) zum PhD.
Im Jahr 1986 tritt er dem Foreign, Commonwealth and Development Office bei und führte bis 1989 die Sektion für Südafrika. Er war permanenter Repräsentant an das UN-Büro in Wien von 1997 bis 2001 und danach an die UNCD von 2004-6. Anschließend war er Stellvertretender Generaldirektor der Organisation für das Verbot chemischer Waffen von 2006 bis 2011. Er war Botschafter nach Argentinien von 2012 bis 2016 und danach von 2016 bis 2019 der Gouverneur der Turks- und Caicosinseln. Er war Gastprofessor an am King’s College London.

## Auszeichnungen
In den 2016 New Year Honours wurde Freeman zum Companion of the Order of St Michael and St George (CMG) "Für Verdienste um die Förderung und Verteidigung der britischen Interessen in Argentinien."